# 岡虎
株式会社岡虎（おかとら）は、山口県防府市に本社を置く、水産練製品製造業者。
全て、エソのすり身を使用している。

## 沿革
- 1877年（明治10年）ごろ - 鮮魚仲買と竹輪製造を目的として創業。
- 1941年（昭和16年） - 戦時中のため、蒲鉾製造業のみとする。
- 1966年（昭和41年）10月 - 有限会社岡虎を設立　資本金350万円
- 1967年（昭和42年）3月 - 防府市三田尻2-4-9に蒲鉾製造工場新築
- 1981年（昭和56年）7月 - 現本社工場が落成
- 1993年（平成5年）5月 - 現本社工場が増改築
- 1993年（平成5年）7月 - 直売所を新築
- 1995年（平成7年） - 事務所および直売所が落成
- 1996年（平成8年）3月 - 現社名に変更
- 1998年（平成10年） - 全国品評会で農林大臣賞を受賞